# Auroras bröllop
Auroras bröllop, franska Le Mariage d'Aurore, är en balett i en akt i koreografi av Bronislava Nijinska och Sergej Djagilev. Den bygger i stort sett på tredje akten av Pjotr Tjajkovskijs balett Törnrosa.
Auroras bröllop uruppfördes i Paris 1922.